# Толбайкасы
Толбайкасы́ (чув. Тулпайкасси) — деревня в Цивильском районе Чувашской Республики. Входит в состав Малоянгорчинского сельского поселения.

## География
Находится в северной части Чувашии на расстоянии приблизительно 14 км на запад-северо-запад по прямой от районного центра города Цивильск.

## История
Известна с 1858 года как околоток деревни Богатырёво (ныне не существует). В 1858 году было 62 жителя, в 1897 — 91, в 1926 — 20 дворов, 97 жителей, в 1939—391 житель, в 1979 — 41. В 2002 году было 14 дворов, в 2010 — 12 домохозяйств. В 2010 году действовал СХПК «Гвардия».

## Население
Постоянное население составляло 32 человека (чуваши 94 %) в 2002 году, 22 в 2010.